# Collegio di Copeland
Copeland è stato un collegio elettorale situato in Cumbria, nel Nord Ovest dell'Inghilterra, e rappresentato alla Camera dei comuni del Parlamento del Regno Unito. Eleggeva un membro del parlamento con il sistema maggioritario a turno unico.

## Estensione
Nel 1983 il collegio di Whitehaven cambiò nome in Copeland, e i suoi confini rimasero inalterati, essendo coincidenti con il distretto locale di Copeland.
Nel 2010 vennero apportate modifiche al collegio, con l'aggiunta dei ward di Crummock, Dalton, Derwent Valley e Keswick, nel distretto di Allerdale. I quattro nuovi ward estesero pertanto il collegio oltre i confini di Copeland; ora include anche la città di Keswick, che ha un elettorato maggiore degli altri tre ward meno popolari, nonostante l'area estesa. I nuovi ward si trovavano nel Lake District, come gran parte del distretto di Copeland.
Il collegio è stato abolito in occasione della revisione del 2024, e la sua area è confluita nei nuovi collegi di Whitehaven and Workington e Penrith and Solway e nel collegio di Barrow and Furness, già esistente.

## Membri del parlamento
| Elezione | Elezione   | Deputato         | Partito          |
| -------- | ---------- | ---------------- | ---------------- |
|          | 1983       | Jack Cunningham  | Laburista        |
| 2005     | Jamie Reed |                  | Laburista        |
|          | 2017 (S)   | Trudy Harrison   | Conservatore     |
|          | 2024       | Collegio abolito | Collegio abolito |

## Elezioni

### Elezioni negli anni 2010
| Partito                    | Partito                                   | Candidato                  | Risultati 12 dicembre 2019 | Risultati 12 dicembre 2019 |
| Partito                    | Partito                                   | Candidato                  | Voti                       | %                          |
| -------------------------- | ----------------------------------------- | -------------------------- | -------------------------- | -------------------------- |
|                            | Conservatore                              | Trudy Harrison             | 22 853                     | 53,75                      |
|                            | Laburista                                 | Tony Lywood                | 17 014                     | 40,01                      |
|                            | Lib Dem                                   | John Studholme             | 1 888                      | 4,44                       |
|                            | Verdi                                     | Jack Lenox                 | 765                        | 1,80                       |
|                            |                                           |                            |                            |                            |
| Iscritti                   | Iscritti                                  | Iscritti                   | 61 693                     | 100,00                     |
| ↳ Votanti (% su iscritti)  | ↳ Votanti (% su iscritti)                 | ↳ Votanti (% su iscritti)  | 42 523                     | 68,93                      |
| ↳ Astenuti (% su iscritti) | ↳ Astenuti (% su iscritti)                | ↳ Astenuti (% su iscritti) | 19 170                     | 31,07                      |
|                            |                                           |                            |                            |                            |
|                            | Esito: collegio confermato a Conservatore |                            |                            |                            |

| Partito                    | Partito                                   | Candidato                  | Risultati 8 giugno 2017 | Risultati 8 giugno 2017 |
| Partito                    | Partito                                   | Candidato                  | Voti                    | %                       |
| -------------------------- | ----------------------------------------- | -------------------------- | ----------------------- | ----------------------- |
|                            | Conservatore                              | Trudy Harrison             | 21 062                  | 49,06                   |
|                            | Laburista                                 | Gillian Troughton          | 19 367                  | 45,12                   |
|                            | Lib Dem                                   | Rebecca Hanson             | 1 404                   | 3,27                    |
|                            | UKIP                                      | Herbie Crossman            | 1 094                   | 2,55                    |
|                            |                                           |                            |                         |                         |
| Iscritti                   | Iscritti                                  | Iscritti                   | 61 149                  | 100,00                  |
| ↳ Votanti (% su iscritti)  | ↳ Votanti (% su iscritti)                 | ↳ Votanti (% su iscritti)  | 42 927                  | 70,20                   |
| ↳ Astenuti (% su iscritti) | ↳ Astenuti (% su iscritti)                | ↳ Astenuti (% su iscritti) | 18 222                  | 29,80                   |
|                            |                                           |                            |                         |                         |
|                            | Esito: collegio confermato a Conservatore |                            |                         |                         |

| Partito                    | Partito                                           | Candidato                  | Risultati 23 febbraio 2017 | Risultati 23 febbraio 2017 |
| Partito                    | Partito                                           | Candidato                  | Voti                       | %                          |
| -------------------------- | ------------------------------------------------- | -------------------------- | -------------------------- | -------------------------- |
|                            | Conservatore                                      | Trudy Harrison             | 13 748                     | 44,25                      |
|                            | Laburista                                         | Gillian Troughton          | 11 601                     | 37,34                      |
|                            | Lib Dem                                           | Rebecca Hanson             | 2 252                      | 7,25                       |
|                            | UKIP                                              | Fiona Mills                | 2 025                      | 6,52                       |
|                            | Indipendente                                      | Michael Guest              | 811                        | 2,61                       |
|                            | Verdi                                             | Jack Lenox                 | 515                        | 1,66                       |
|                            | Indipendente                                      | Roy Ivinson                | 116                        | 0,37                       |
|                            |                                                   |                            |                            |                            |
| Iscritti                   | Iscritti                                          | Iscritti                   | 62 101                     | 100,00                     |
| ↳ Votanti (% su iscritti)  | ↳ Votanti (% su iscritti)                         | ↳ Votanti (% su iscritti)  | 31 889                     | 51,35                      |
| ↳ Astenuti (% su iscritti) | ↳ Astenuti (% su iscritti)                        | ↳ Astenuti (% su iscritti) | 30 212                     | 48,65                      |
|                            |                                                   |                            |                            |                            |
|                            | Esito: collegio passa da Laburista a Conservatore |                            |                            |                            |

| Partito                    | Partito                                | Candidato                  | Risultati 7 maggio 2015 | Risultati 7 maggio 2015 |
| Partito                    | Partito                                | Candidato                  | Voti                    | %                       |
| -------------------------- | -------------------------------------- | -------------------------- | ----------------------- | ----------------------- |
|                            | Laburista                              | Jamie Reed                 | 16 750                  | 42,26                   |
|                            | Conservatore                           | Stephen Haraldsen          | 14 186                  | 35,80                   |
|                            | UKIP                                   | Michael Pye                | 6 148                   | 15,51                   |
|                            | Lib Dem                                | Danny Gallagher            | 1 368                   | 3,45                    |
|                            | Verdi                                  | Allan Todd                 | 1 179                   | 2,97                    |
|                            |                                        |                            |                         |                         |
| Iscritti                   | Iscritti                               | Iscritti                   | 62 117                  | 100,00                  |
| ↳ Votanti (% su iscritti)  | ↳ Votanti (% su iscritti)              | ↳ Votanti (% su iscritti)  | 39 631                  | 63,80                   |
| ↳ Astenuti (% su iscritti) | ↳ Astenuti (% su iscritti)             | ↳ Astenuti (% su iscritti) | 22 486                  | 36,20                   |
|                            |                                        |                            |                         |                         |
|                            | Esito: collegio confermato a Laburista |                            |                         |                         |

| Partito                    | Partito                                | Candidato                  | Risultati 6 maggio 2010 | Risultati 6 maggio 2010 |
| Partito                    | Partito                                | Candidato                  | Voti                    | %                       |
| -------------------------- | -------------------------------------- | -------------------------- | ----------------------- | ----------------------- |
|                            | Laburista                              | Jamie Reed                 | 19 699                  | 46,04                   |
|                            | Conservatore                           | Chris Whiteside            | 15 866                  | 37,08                   |
|                            | Lib Dem                                | Frank Hollowell            | 4 365                   | 10,20                   |
|                            | BNP                                    | Clive Jefferson            | 1 474                   | 3,44                    |
|                            | UKIP                                   | Edward Caley-Knowles       | 994                     | 2,32                    |
|                            | Verdi                                  | Jill Perry                 | 389                     | 0,91                    |
|                            |                                        |                            |                         |                         |
| Iscritti                   | Iscritti                               | Iscritti                   | 63 294                  | 100,00                  |
| ↳ Votanti (% su iscritti)  | ↳ Votanti (% su iscritti)              | ↳ Votanti (% su iscritti)  | 42 787                  | 67,60                   |
| ↳ Astenuti (% su iscritti) | ↳ Astenuti (% su iscritti)             | ↳ Astenuti (% su iscritti) | 20 507                  | 32,40                   |
|                            |                                        |                            |                         |                         |
|                            | Esito: collegio confermato a Laburista |                            |                         |                         |

### Elezioni negli anni 2000
| Partito                    | Partito                                | Candidato                  | Risultati 5 maggio 2005 | Risultati 5 maggio 2005 |
| Partito                    | Partito                                | Candidato                  | Voti                    | %                       |
| -------------------------- | -------------------------------------- | -------------------------- | ----------------------- | ----------------------- |
|                            | Laburista                              | Jamie Reed                 | 17 033                  | 50,46                   |
|                            | Conservatore                           | Chris Whiteside            | 10 713                  | 31,74                   |
|                            | Lib Dem                                | Frank Hollowell            | 3 880                   | 11,49                   |
|                            | UKIP                                   | Edward Caley-Knowles       | 735                     | 2,18                    |
|                            | Indipendente                           | Brian Earley               | 734                     | 2,17                    |
|                            | Democratici                            | Alan Mossop                | 662                     | 1,96                    |
|                            |                                        |                            |                         |                         |
| Iscritti                   | Iscritti                               | Iscritti                   | 54 184                  | 100,00                  |
| ↳ Votanti (% su iscritti)  | ↳ Votanti (% su iscritti)              | ↳ Votanti (% su iscritti)  | 33 757                  | 62,30                   |
| ↳ Astenuti (% su iscritti) | ↳ Astenuti (% su iscritti)             | ↳ Astenuti (% su iscritti) | 20 427                  | 37,70                   |
|                            |                                        |                            |                         |                         |
|                            | Esito: collegio confermato a Laburista |                            |                         |                         |

| Partito                    | Partito                                | Candidato                  | Risultati 7 giugno 2001 | Risultati 7 giugno 2001 |
| Partito                    | Partito                                | Candidato                  | Voti                    | %                       |
| -------------------------- | -------------------------------------- | -------------------------- | ----------------------- | ----------------------- |
|                            | Laburista                              | Jack Cunningham            | 17 991                  | 51,77                   |
|                            | Conservatore                           | Mike Graham                | 13 027                  | 37,49                   |
|                            | Lib Dem                                | Mark Gayler                | 3 732                   | 10,74                   |
|                            |                                        |                            |                         |                         |
| Iscritti                   | Iscritti                               | Iscritti                   | 53 543                  | 100,00                  |
| ↳ Votanti (% su iscritti)  | ↳ Votanti (% su iscritti)              | ↳ Votanti (% su iscritti)  | 34 750                  | 64,90                   |
| ↳ Astenuti (% su iscritti) | ↳ Astenuti (% su iscritti)             | ↳ Astenuti (% su iscritti) | 18 793                  | 35,10                   |
|                            |                                        |                            |                         |                         |
|                            | Esito: collegio confermato a Laburista |                            |                         |                         |

## Risultati dei referendum

### Referendum sulla permanenza del Regno Unito nell'Unione europea del 2016
|             | Collegio | Lasciare UE % | Rimanere in UE % |
| ----------- | -------- | ------------- | ---------------- |
|             | Copeland | 59,8%         | 40,2%            |
| Inghilterra | 53,3%    | 46,7%         |                  |
| Regno Unito | 51,9%    | 48,1%         |                  |